# Punta da Estaca de Bares
Punta da Estaca de Bares (galiciska: Punta da Estaca) är en udde i Spanien.   Den ligger i provinsen Provincia da Coruña och regionen Galicien, i den nordvästra delen av landet, 500 km nordväst om huvudstaden Madrid.
Terrängen inåt land är huvudsakligen kuperad, men österut är den platt. Havet är nära Punta da Estaca de Bares norrut. Runt Punta da Estaca de Bares är det ganska glesbefolkat, med 26 invånare per kvadratkilometer. Närmaste större samhälle är Viveiro, 14,8 km sydost om Punta da Estaca de Bares. 